# Браун, Мельвин
Мельвин Браун Касадос (исп. Melvin Brown Casados; род. 28 января 1979, Наранхос, Веракрус) — мексиканский футболист ямайского происхождения, защитник, известный по выступлениям за «Крус Асуль», «Хагуарес Чьяпас» и сборной Мексики. Участник Чемпионата мира 2002 года.
Браун ямайские корни. Его прадед в конце девятнадцатого века, бежал из Ямайки спасаясь от рабства в мексиканский город Туспан, где он поселился и завел семью.

## Клубная карьера
Браун начал карьеру в клубе «Крус Асуль». В 2001 году он дебютировал за команду в мексиканской Примере. В первом сезоне Мельвин завоевал место в стартовом составе и помог команде добраться до финала Кубка Либертадорес, где «Крус Асуль» уступил аргентинскому «Бока Хуниорс». В 2002 году Браун выиграл товарищеский турнир Кубок Пачуки. В 2008 году он также выступал за «Пуэблу» на правах аренды.
Летом 2004 года Мельвин перешёл в «Хагуарес Чьяпас». За новый клуб он отыграл четыре сезона, побеждая только в товарищеских турнирах. В 2008 году Браун перешёл в «Эстудиантес Текос». За новую команду он выступал только в своём первом сезоне, после чего играл на правах аренды за «Крус Асуль» и «Пуэблу». С родным клубом Мельвин занял второе место в Апертуре 2009.
Весной 2012 года Мельвин перешёл в клуб Лиги Ассенсо «Крус Асуль Идальго». 8 января 2013 года в матче против «Лобос БУАП» он дебютировал за новую команду. Приняв участие всего в пяти встречах Браун уже летом перешёл в «Ирапуато». 21 июля в поединке против «Эстудиантес Текос» он дебютировал за новый клуб.

## Международная карьера
1 июля 2001 года в матче отборочного турнира чемпионата мира 2002 против сборной США Браун дебютировал за сборную Мексики. В 2002 году Мельвин был включён в заявку национальной команды на участие в чемпионате мира в Японии и Южной Кореи. На турнире он был запасным и не сыграл ни минуты. За сборную он сыграл 10 матчей.